# Cal Déu (Ripoll)
Cal Déu és una obra de Ripoll protegida com a Bé Cultural d'Interès Local.

## Descripció
La casa està formada per baixos, dos pisos i golfes. A la façana principal, en els baixos hi ha un cos afegit amb la porta d'accés a l'immoble i dues finestres; totes tres amb brancals i llinda de pedra picada. Aquest cos està cobert per un terrat al qual s'accedeix per la primera planta. En aquesta hi ha tres obertures que originàriament eren finestres o balcons simples. En el segon pis hi ha tres balcons simples. Les golfes presenten tres petites obertures rectangulars. A les façanes laterals hi ha una finestra per pis. La teulada és a quatre vessants. En la construcció s'empraren pedres de riu i morter de calç. Interiorment destaca la presència de voltes en els sostres, i de tres arcades en eles baixos del que havia estat la façana principal. El paviment dels baixos és de cairons vermells. A l'entrada de la casa hi ha lloses de pedra al paviment que pertanyen a l'espai que havia fet les funcions d'era de la casa. Per la banda dreta, la casa té afegida un cobert d'època posterior, sense cap valor arquitectònic. La casa està envoltada per un jardí amb la presència de freixes, avets i altres arbres.